# Сако, Кристиан
Петер Мёрк Кристиан Сако (дат. Peter Mørch Christian Zacho; 31 марта 1843 — 19 марта 1913) — датский художник-пейзажист. Академик и профессор живописи Копенгагенской Королевской Академии художеств.

## Биография
C 1862 по 1867 год учился в Датской королевской академии изящных искусств, затем учился у П. К. Сковгаарда и Вильгельма Кюна. Выставлял свои картины с 1865 года и до конца жизни на выставках в Шарлоттенборге. Выставлялся на Всемирных выставках, начиная с Всемирной выставки в Вене 1873 года.
За свои работы в 1884 году удостоен медали Торвальдсена и почетной награды в Берлине в 1891 году.
Получил награду на Всемирной выставке в Париже в 1889 году, удостоен бронзовой медали на Всемирной выставки в Париже в 1900 году.
Картины художника хранятся во многих музеях Копенгагена и других городов Дании, а также в Стокгольме.